# Garda Colli Mantovani
Unter dem Namen Garda Colli Mantovani gibt es Weiß-, Rosé- und Rotweine, die in der norditalienischen Provinz Mantua, Region Lombardei, erzeugt werden. Die Weine haben seit 1976 eine „kontrollierte Herkunftsbezeichnung“ („Denominazione di origine controllata“ – DOC), die zuletzt am 7. März 2014 aktualisiert wurde.

## Erzeugung
Folgende Weintypen werden erzeugt:
- Garda Colli Mantovani Bianco: besteht aus höchstens 35 % Garganega, höchstens 35 % Trebbiano toscano und höchstens 35 % Chardonnay. Maximal 15 % Sauvignon und/oder Riesling dürfen zugemischt werden.
- Garda Colli Mantovani Rosato und Garda Colli Mantovani Rosso: besteht aus: höchstens 45 % Merlot, höchstens 40 % Rondinella und höchstens 20 % Cabernet. Maximal 15 % andere rote Rebsorten (Sangiovese, Molinara und/oder Negrara trentina) dürfen einzeln oder gemeinsam zugesetzt werden.
- Garda Colli Mantovani …, gefolgt von dem Namen einer Rebsorte müssen jeweils zu mindestens 85 % die genannte Rebsorte enthalten. Maximal 15 % andere analoge Rebsorten, die zum Anbau in der Lombardei zugelassen sind, dürfen einzeln oder gemeinsam zugesetzt werden.
- Merlot
- Cabernet: muss zu mind. 85 % aus Cabernet Sauvignon und/oder Cabernet Franc bestehen
- Chardonnay
- Pinot bianco
- Pinot grigio
- Sauvignon.

## Anbaugebiet
Der Anbau ist auf das Gebiet der Gemeinden Castiglione delle Stiviere, Cavriana, Monzambano, Ponti sul Mincio, Solferino und Volta Mantovana in der Region Lombardei beschränkt.